# Donji Žirovac
Donji Žirovac je naselje u Republici Hrvatskoj, u sastavu Općine Dvor, Sisačko-moslavačka županija. 

## Stanovništvo
Prema popisu stanovništva iz 2001. godine, naselje je imalo 53 stanovnika te 28 obiteljskih kućanstava.
| broj stanovnika |       |       |       | 423   | 482   | 468   | 405   | 459   | 335   | 333   | 306   | 222   | 199   | 128   | 53    | 46    | 28    |
|                 | 1857. | 1869. | 1880. | 1890. | 1900. | 1910. | 1921. | 1931. | 1948. | 1953. | 1961. | 1971. | 1981. | 1991. | 2001. | 2011. | 2021. |

## Spomenici i crkve
Pravoslavna crkva posvećena sv. apostolima Petru i Pavlu sagrađena je 1830. godine.